# Andreas Boll
Andreas Boll (* 6. August 1976) ist ein ehemaliger deutscher Fußballspieler und heutiger -trainer.

## Spielerkarriere
Nach den Jugendstationen TuS Bloherfelde und TuS Eversten kam Boll 1994 zum VfB Oldenburg. Am 12. Mai 1995 (31. Spieltag) gab der Nachwuchsspieler sein Regionalliga-Debüt im Trikot des VfB und wurde auch in den drei folgenden Spielen bis zum Saisonende eingesetzt. 1995/96 stieg er mit seinem Verein aus der Regionalliga Nord in die 2. Bundesliga auf. Er kam in der Aufstiegssaison 9-mal zum Einsatz und erzielte ein Tor. In der Spielzeit 1996/97 kam er auf drei Zweitliga-Einsätze, ehe er mit Oldenburg direkt wieder abstieg. Im Verlauf der Saison 1997/98 konnte sich Boll zum ersten Mal einen Stammplatz erkämpfen.
Nach zwei Jahren Regionalliga mit Oldenburg wechselte er wegen seines Studiums nach Berlin, wo er sich dem Oberligisten Reinickendorfer Füchse anschloss (1999/00). Nach nur einer Saison dort war Hertha Zehlendorf seine nächste Station, wo er von 2000 bis 2002 spielte. 2002 konnte er seine Karriere wegen einer schweren Verletzung am linken Sprunggelenk zunächst nicht fortsetzen. Erst 2005 gab Boll sein Comeback und war ab der Rückrunde 2004/05 für den VfL Oldenburg am Ball. Später spielte er noch bei Blau Weiß Ramsloh.

## Trainerkarriere
Seit 2007 trainierte Andreas Boll die zweite Mannschaft des VfB Oldenburg. Dem Aufstieg von der Bezirksliga in die Bezirksoberliga im ersten Jahr folgte 2008/09 der Abstieg als Tabellenzwölfter im Zuge der Neustrukturierung der Bezirksoberliga. 2009/10 gelang Boll mit seinem Team als Meister der Wiederaufstieg in die neugeschaffene Landesliga Weser Ems.
Im Oktober 2011 wurde Boll auf Wunsch von Cheftrainer Timo Ehle zum Co-Trainer der 1. Herrenmannschaft befördert. Nachdem Ehle einige Tage später zurückgetreten war, wurde er zum Interimstrainer und kurz darauf zum Cheftrainer berufen. Zum Ende der Saison 2011/12 führte Boll den VfB Oldenburg zum Aufstieg in die Regionalliga. Am 22. April 2013 wurde er durch seinen bisherigen Co-Trainer Alexander Nouri auf dem Posten des Cheftrainers ersetzt.